# Lorou (Bakata)
Pour les articles homonymes, voir Lorou.
Ne doit pas être confondu avec Lorou (Zawara).
Lorou est une commune rurale située dans le département de Bakata de la province du Ziro dans la région du Centre-Ouest au Burkina Faso.